# 佐藤要
佐藤 要（さとう かなめ、1888年（明治21年）9月19日 - 1980年（昭和55年）3月4日）は、大日本帝国陸軍軍人、陸軍司政長官。最終階級は陸軍少将。功三級。

## 経歴
1888年（明治21年）に大分県で生まれた。陸軍士官学校第23期、陸軍大学校第32期卒業。1935年（昭和10年）8月1日、陸軍歩兵大佐進級と同時に福島連隊区司令官に着任した。1937年（昭和12年）3月に台湾歩兵第1連隊長（台湾守備隊司令部）に転じ、日中戦争に出動した。
1938年（昭和13年）7月15日、陸軍少将進級と同時に歩兵第32旅団長（関東軍・第4師団）に着任した。1940年（昭和15年）7月1日に留守第12師団司令部附（西部防衛司令部）となり、同年12月2日に待命、12月28日に予備役に編入された。1942年（昭和17年）4月に陸軍司政長官となって中部ルソン軍政支部長に就任し、1943年（昭和18年）12月までその任にあった。